# Comitatul Mackenzie, Alberta
Comitatul Mackenzie, din provincia Alberta, Canada este un district municipal special, amplasare coordonate 58°22′39″N 116°00′21″W / 58.3775°N 116.005833°V. Districtul se află în Diviziunea de recensământ 17. El se întinde pe suprafața de 80,478.12 km2  și avea în anul 2011 o populație de 10,927 locuitori.
Cities Orașe
--
Towns Localități urbane
- High Level
- Rainbow Lake

Villages Sate
--
Summer villages Sate de vacanță
--
Hamlets, cătune
- Fort Vermilion
- La Crete
- Zama City

Așezări
- Adams Landing
- Assumption
- Boyer
- Boyer River Settlement
- Boyer Settlement
- Buffalo Head Prairie
- Carcajou Settlement
- Chateh
- Footner Lake
- Fort Vermilion Settlement
- Habay
- Hutch Lake
- Indian Cabins
- Little Red River
- Lutose
- Meander River
- Meander River Station
- Metis
- North Vermilion
- North Vermilion Settlement
- Slavey Creek
- Steen River
- Vermilion Chutes

1. 1 2  Population and dwelling counts, for Canada, provinces and territories, and census subdivisions (municipalities), 2016 and 2011 censuses – 100% data (în engleză), 20 februarie 2019